# 1. Tennis-Bundesliga (Herren) 2017
Die Tennis-Bundesliga der Herren wurde 2017 zum 46. Mal ausgetragen. Die 1. Liga bestand aus neun Mannschaften.

## Mannschaften
| Mannschaften                |
| --------------------------- |
| Badwerk Gladbacher HTC      |
| HTC Blau-Weiß Krefeld       |
| Kölner THC Stadion Rot-Weiß |
| Rochusclub Düsseldorf       |
| TC Blau-Weiss Halle         |
| TC Weinheim                 |
| TK Blau-Weiss Aachen        |
| TK Grün-Weiss Mannheim      |
| TK Kurhaus Aachen           |

## Tabelle
|     | Mannschaft                  | Begegnungen | Punkte | Matches | Sätze | Spiele  |
| --- | --------------------------- | ----------- | ------ | ------- | ----- | ------- |
| 01. | TC Blau-Weiss Halle         | 8           | 14:2   | 33:15   | 70:43 | 521:446 |
| 02. | TK Grün-Weiss Mannheim      | 8           | 11:5   | 27:21   | 68:54 | 500:466 |
| 03. | TK Kurhaus Aachen           | 8           | 9:7    | 27:21   | 63:52 | 479:445 |
| 04. | Rochusclub Düsseldorf       | 8           | 9:7    | 26:22   | 62:54 | 476:441 |
| 05. | HTC Blau-Weiß Krefeld       | 8           | 8:8    | 24:24   | 57:62 | 454:474 |
| 06. | TC Weinheim (N)             | 8           | 7:9    | 20:28   | 52:62 | 455:463 |
| 07. | Badwerk Gladbacher HTC (M)  | 8           | 6:10   | 22:26   | 55:58 | 473:492 |
| 08. | Kölner THC Stadion Rot-Weiß | 8           | 6:10   | 21:27   | 50:59 | 451:481 |
| 09. | TK Blau-Weiss Aachen        | 8           | 2:14   | 16:32   | 41:74 | 423:524 |

|                      |                                                                |
| Zum Saisonende 2016: |                                                                |
| (M)                  | Meister, Meister in der Vorsaison                              |
| (N)                  | Neuling, Aufsteiger aus der 2. Tennis-Bundesliga (Herren) 2016 |

| Zum Saisonende 2017:                                        |
| Meister Absteiger in die 2. Tennis-Bundesliga (Herren) 2018 |

## Mannschaftskader
| Pos. | Name                    |
| ---- | ----------------------- |
| 1    | Robin Haase             |
| 2    | Jan-Lennard Struff      |
| 3    | Nikoloz Basilashvili    |
| 4    | João Sousa              |
| 5    | Simone Bolelli          |
| 6    | Daniel Muñoz de la Nava |
| 7    | Jeremy Jahn             |
| 8    | Enrique López Pérez     |
| 9    | Aslan Karazew           |
| 10   | Tim Pütz                |
| 11   | Ante Pavić              |
| 12   | Thiemo de Bakker        |
| 13   | Lennart Zynga           |
| 14   | Johannes Härteis        |
| 15   | Christopher Koderisch   |
| 16   | Marek Flinner           |

| Pos. | Name              |
| ---- | ----------------- |
| 1    | Dominic Thiem     |
| 2    | Nicolás Kicker    |
| 3    | Radu Albot        |
| 4    | Federico Delbonis |
| 5    | Gerald Melzer     |
| 6    | Peter Gojowczyk   |
| 7    | Tobias Kamke      |
| 8    | Daniel Brands     |
| 9    | Tommy Haas        |
| 10   | Andreas Beck      |
| 11   | Robin Kern        |
| 12   | Björn Phau        |
| 13   | Simon Stadler     |
| 14   | Jannik Gieße      |
| 15   | Max Rauch         |
| 16   | Marc López        |

| Pos. | Name                  |
| ---- | --------------------- |
| 1    | Roberto Bautista Agut |
| 2    | Pablo Cuevas          |
| 3    | Diego Schwartzman     |
| 4    | Steve Darcis          |
| 5    | Norbert Gombos        |
| 6    | Gastão Elias          |
| 7    | Maximilian Marterer   |
| 8    | Cedrik-Marcel Stebe   |
| 9    | Nils Langer           |
| 10   | Matthias Bachinger    |
| 11   | Philipp Petzschner    |
| 12   | Philipp Oswald        |
| 13   | Dominik Meffert       |
| 14   | Łukasz Kubot          |
| 15   |                       |
| 16   |                       |

| Pos. | Name                        |
| ---- | --------------------------- |
| 1    | Alexander Zverev            |
| 2    | Mischa Zverev               |
| 3    | Malek Jaziri                |
| 4    | Marcel Granollers           |
| 5    | Pablo Andújar               |
| 6    | Jozef Kovalík               |
| 7    | Guido Andreozzi             |
| 8    | Lukáš Rosol                 |
| 9    | Jaume Munar                 |
| 10   | Mats Moraing                |
| 11   | Filip Horanský              |
| 12   | Tom Schönenberg             |
| 13   | Matwé Middelkoop            |
| 14   | Wesley Koolhof              |
| 15   | Alejandro Davidovich Fokina |
| 16   | Bijan Mokhaberi             |

| Pos. | Name                   |
| ---- | ---------------------- |
| 1    | Paolo Lorenzi          |
| 2    | Horacio Zeballos       |
| 3    | Marco Cecchinato       |
| 4    | Facundo Bagnis         |
| 5    | Arthur De Greef        |
| 6    | Jürgen Melzer          |
| 7    | Federico Gaio          |
| 8    | Rubén Ramírez Hidalgo  |
| 9    | Máximo González        |
| 10   | Íñigo Cervantes        |
| 11   | Federico Coria         |
| 12   | Pedro Martinez Portero |
| 13   | Oriol Roca Batalla     |
| 14   | Davide Galoppini       |
| 15   | Tobias Prehn           |
| 16   | Florian Kaiser         |

| Pos. | Name               |
| ---- | ------------------ |
| 1    | Aljaž Bedene       |
| 2    | John Millman       |
| 3    | Luca Vanni         |
| 4    | Benjamin Becker    |
| 5    | Yannick Hanfmann   |
| 6    | José Hernández     |
| 7    | Sadio Doumbia      |
| 8    | Rémi Boutillier    |
| 9    | Frank Wintermantel |
| 10   | Jonas Lütjen       |
| 11   | Daniel Müller      |
| 12   | Matteo Fago        |
| 13   | Moritz Baumann     |
| 14   | Miloslav Mečíř     |
| 15   |                    |
| 16   |                    |

| Pos. | Name                  |
| ---- | --------------------- |
| 1    | Albert Ramos Viñolas  |
| 2    | Philipp Kohlschreiber |
| 3    | Andreas Haider-Maurer |
| 4    | Ričardas Berankis     |
| 5    | Andrej Martin         |
| 6    | Adrián Menéndez       |
| 7    | Jan Šátral            |
| 8    | Márton Fucsovics      |
| 9    | Daniel Gimeno Traver  |
| 10   | Alexander Nedowessow  |
| 11   | Kamil Majchrzak       |
| 12   | Franko Škugor         |
| 13   | Jesse Huta Galung     |
| 14   | Roman Jebavý          |
| 15   | Tim Sandkaulen        |
| 16   | David Tesic           |

| Pos. | Name                |
| ---- | ------------------- |
| 1    | Fabio Fognini       |
| 2    | Benoît Paire        |
| 3    | Andreas Seppi       |
| 4    | Dustin Brown        |
| 5    | Santiago Giraldo    |
| 6    | Kimmer Coppejans    |
| 7    | Oscar Otte          |
| 8    | Gavin Van Peperzeel |
| 9    | Julian Reister      |
| 10   | Jan Choinski        |
| 11   | Pavol Červenák      |
| 12   | Andreas Mies        |
| 13   | Mark Mestan         |
| 14   | Cornelius Kolb      |
| 15   | Merlin Witt         |
| 16   | Max Hierl           |

| Pos. | Name                   |
| ---- | ---------------------- |
| 1    | Renzo Olivo            |
| 2    | Ruben Bemelmans        |
| 3    | Igor Sijsling          |
| 4    | Joris De Loore         |
| 5    | Yannik Reuter          |
| 6    | Yannick Mertens        |
| 7    | Maxime Authom          |
| 8    | Niels Desein           |
| 9    | Germain Gigounon       |
| 10   | Édouard Roger-Vasselin |
| 11   | Sander Gillé           |
| 12   | Jannis Kahlke          |
| 13   | Marco Diercks          |
| 14   | Marc Merry             |
| 15   | Marcel Hornung         |
| 16   | Tobias Rauch           |

## Ergebnisse
Spielfreie Begegnungen werden nicht gelistet.
| Datum/Uhrzeit    | Heimmannschaft               | Gastmannschaft               | Matches | Sätze | Spiele |
| ---------------- | ---------------------------- | ---------------------------- | ------- | ----- | ------ |
| So. 09.07. 11:00 | HTC Blau-Weiß Krefeld        | Badwerk Gladbacher HTC       | 4:2     | 9:6   | 67:61  |
| So. 09.07. 11:00 | TK Blau-Weiss Aachen         | TK Kurhaus Lambertz Aachen   | 1:5     | 2:11  | 45:75  |
| So. 09.07. 11:00 | Deutsche Öl und Gas RW Köln  | TC Blau-Weiß Halle           | 3:3     | 7:7   | 63:57  |
| So. 09.07. 11:00 | Allpresan Rochusclub BL-Team | TC Weinheim                  | 3:3     | 7:7   | 58:60  |
| Fr. 14.07. 13:00 | TK Kurhaus Lambertz Aachen   | Deutsche Öl und Gas RW Köln  | 5:1     | 10:3  | 67:31  |
| Fr. 14.07. 13:00 | TC Weinheim                  | TK Blau-Weiss Aachen         | 4:2     | 10:4  | 69:52  |
| Fr. 14.07. 13:00 | TC Blau-Weiß Halle           | HTC Blau-Weiß Krefeld        | 4:2     | 8:5   | 63:52  |
| Fr. 14.07. 13:00 | Allpresan Rochusclub BL-Team | TK GW Mannheim               | 2:4     | 7:10  | 54:63  |
| So. 16.07. 11:00 | TK Blau-Weiss Aachen         | TC Blau-Weiß Halle           | 2:4     | 4:10  | 53:72  |
| So. 16.07. 11:00 | TK GW Mannheim               | TC Weinheim                  | 3:3     | 8:7   | 62:61  |
| So. 16.07. 11:00 | Badwerk Gladbacher HTC       | Allpresan Rochusclub BL-Team | 1:5     | 4:10  | 47:72  |
| So. 16.07. 11:00 | Deutsche Öl und Gas RW Köln  | HTC Blau-Weiß Krefeld        | 4:2     | 9:6   | 62:59  |
| So. 23.07. 11:00 | Allpresan Rochusclub BL-Team | Deutsche Öl und Gas RW Köln  | 4:2     | 9:7   | 63:61  |
| So. 23.07. 11:00 | TK GW Mannheim               | HTC Blau-Weiß Krefeld        | 3:3     | 9:7   | 67:59  |
| So. 23.07. 11:00 | TC Blau-Weiß Halle           | TK Kurhaus Lambertz Aachen   | 3:3     | 7:7   | 59:64  |
| So. 23.07. 11:00 | TC Weinheim                  | Badwerk Gladbacher HTC       | 1:5     | 4:11  | 48:68  |
| Fr. 28.07. 13:00 | TK Kurhaus Lambertz Aachen   | TC Weinheim                  | 2:4     | 6:10  | 44:69  |
| Fr. 28.07. 13:00 | HTC Blau-Weiß Krefeld        | TK Blau-Weiss Aachen         | 4:2     | 9:8   | 56:57  |
| Fr. 28.07. 13:00 | Badwerk Gladbacher HTC       | TC Blau-Weiß Halle           | 1:5     | 4:10  | 50:71  |
| Fr. 28.07. 13:00 | Deutsche Öl und Gas RW Köln  | TK GW Mannheim               | 2:4     | 6:9   | 54:64  |
| So. 30.07. 11:00 | TK Blau-Weiss Aachen         | Badwerk Gladbacher HTC       | 1:5     | 4:11  | 48:63  |
| So. 30.07. 11:00 | HTC Blau-Weiß Krefeld        | Allpresan Rochusclub BL-Team | 4:2     | 8:5   | 60:45  |
| So. 30.07. 11:00 | TK GW Mannheim               | TK Kurhaus Lambertz Aachen   | 4:2     | 8:6   | 54:61  |
| So. 30.07. 11:00 | TC Weinheim                  | TC Blau-Weiß Halle           | 0:6     | 2:12  | 45:74  |
| So. 06.08. 11:00 | TK Kurhaus Lambertz Aachen   | Badwerk Gladbacher HTC       | 4:2     | 9:6   | 68:63  |
| So. 06.08. 11:00 | Allpresan Rochusclub BL-Team | TK Blau-Weiss Aachen         | 4:2     | 9:5   | 68:49  |
| So. 06.08. 11:00 | Deutsche Öl und Gas RW Köln  | TC Weinheim                  | 4:2     | 8:4   | 63:45  |
| So. 06.08. 11:00 | TC Blau-Weiß Halle           | TK GW Mannheim               | 4:2     | 8:8   | 63:68  |
| So. 13.08. 11:00 | TK Blau-Weiss Aachen         | Deutsche Öl und Gas RW Köln  | 3:3     | 6:6   | 59:61  |
| So. 13.08. 11:00 | HTC Blau-Weiß Krefeld        | TK Kurhaus Lambertz Aachen   | 2:4     | 7:9   | 59:61  |
| So. 13.08. 11:00 | TC Blau-Weiß Halle           | Allpresan Rochusclub BL-Team | 4:2     | 8:6   | 62:51  |
| So. 13.08. 11:00 | Badwerk Gladbacher HTC       | TK GW Mannheim               | 2:4     | 5:8   | 54:62  |
| So. 20.08. 11:00 | TK Kurhaus Lambertz Aachen   | Allpresan Rochusclub BL-Team | 2:4     | 5:9   | 39:65  |
| So. 20.08. 11:00 | TK GW Mannheim               | TK Blau-Weiss Aachen         | 3:3     | 8:8   | 60:60  |
| So. 20.08. 11:00 | Badwerk Gladbacher HTC       | Deutsche Öl und Gas RW Köln  | 4:2     | 8:4   | 67:56  |
| So. 20.08. 11:00 | TC Weinheim                  | HTC Blau-Weiß Krefeld        | 3:3     | 8:6   | 58:42  |